# U-186
| U-186                      | U-186                                                                      | U-186                                                                      |
| -------------------------- | -------------------------------------------------------------------------- | -------------------------------------------------------------------------- |
|                            |                                                                            |                                                                            |
|                            |                                                                            |                                                                            |
|                            |                                                                            |                                                                            |
| Під прапором               | Третій рейх                                                                | Третій рейх                                                                |
| Спуск на воду              | 11 березня 1942 року                                                       | 11 березня 1942 року                                                       |
| Виведений зі складу флоту  | 12 травня 1943 року                                                        | 12 травня 1943 року                                                        |
| Сучасний статус            | затоплений                                                                 | затоплений                                                                 |
| Проєкт                     |                                                                            |                                                                            |
| Тип ПЧ                     | Дизельний підводний човен                                                  | Дизельний підводний човен                                                  |
| Основні характеристики     |                                                                            |                                                                            |
| Швидкість (надводна)       | 19 вузлів                                                                  | 19 вузлів                                                                  |
| Швидкість (підводна)       | 7,3 вузлів                                                                 | 7,3 вузлів                                                                 |
| Гранична глибина занурення | 230 м                                                                      | 230 м                                                                      |
| Екіпаж                     | 48 особи                                                                   | 48 особи                                                                   |
| Розміри                    |                                                                            |                                                                            |
| Довжина найбільша (по КВЛ) | 76,8 м                                                                     | 76,8 м                                                                     |
| Ширина корпусу найб.       | 6,9 м                                                                      | 6,9 м                                                                      |
| Висота                     | 9,6 м                                                                      | 9,6 м                                                                      |
| Середня осадка (по КВЛ)    | 4,7 м                                                                      | 4,7 м                                                                      |
| Водотоннажність надводна   | 1144 т                                                                     | 1144 т                                                                     |
| Озброєння                  |                                                                            |                                                                            |
| Артилерія                  | 1 × 88-мм палубна гармата SK C/32                                          | 1 × 88-мм палубна гармата SK C/32                                          |
| Торпедно- мінне озброєння  | 4 носових і два кормових ТА. 22 торпеди або 44 міни TMA чи 66 TMB          | 4 носових і два кормових ТА. 22 торпеди або 44 міни TMA чи 66 TMB          |
| ППО                        | 1 × 37-мм зенітна гармата SKC/30 2 (1 × 2) × 20-мм зенітні гармати FlaK 30 | 1 × 37-мм зенітна гармата SKC/30 2 (1 × 2) × 20-мм зенітні гармати FlaK 30 |

U-186 — німецький підводний човен типу IXC/40, часів  Другої світової війни.
Замовлення на будівництво човна було віддане 15 серпня 1940 року. Човен був закладений на верфі «AG Weser» у Бремені 24 липня 1941 року під заводським номером 1026, спущений на воду 11 березня 1942 року, 10 липня 1942 року увійшов до складу 4-ї флотилії. За час служби також входив до складу 10-ї флотилії. Єдиним командиром човна був капітан-лейтенант Зігфрід Гесеманн.
За час служби човен зробив 2 бойових походи, в яких потопив 3 (загальна водотоннажність 18 782 брт) судна.
Потоплений 12 травня 1943 року у Північній Атлантиці північно-західніше Азорських островів (41°54′ пн. ш. 31°49′ зх. д. / 41.900° пн. ш. 31.817° зх. д.) глибинними бомбами британського есмінця «Гесперус» . Всі 53 члени екіпажу загинули.

## Потоплені та пошкоджені кораблі[3]
| Назва          | Тип            | Належність      | Дата           | Тоннаж (БРТ) | Вантаж                                         | Статус    | Місце                                                       |
| Ocean Vagabond | вантажне судно | Велика Британія | 11 січня 1943  | 7 174        | Пшениця, деревина та 3 165 т сульфітного шламу | потоплено | 57°17′ пн. ш. 20°11′ зх. д. / 57.283° пн. ш. 20.183° зх. д. |
| Hastings       | вантажне судно | США             | 23 лютого 1943 | 5 401        | 1 500 т баласту                                | потоплено | 46°30′ пн. ш. 36°23′ зх. д. / 46.500° пн. ш. 36.383° зх. д. |
| Eulima         | танкер         | Велика Британія | 23 лютого 1943 | 6 207        | Баласт                                         | потоплено | 46°48′ пн. ш. 36°18′ зх. д. / 46.800° пн. ш. 36.300° зх. д. |